# Ectopatria canescens
Ectopatria canescens là một loài bướm đêm trong họ Noctuidae.